# Allotoca meeki
Allotoca meeki är en fiskart som först beskrevs av Álvarez, 1959.  Allotoca meeki ingår i släktet Allotoca och familjen Goodeidae. Inga underarter finns listade i Catalogue of Life.